# Tramwaje w Vélez-Málaga
Tramwaj Vélez-Málaga (hiszp. Tranvía de Vélez-Málaga) – system komunikacji tramwajowej działający w gminie Vélez-Málaga w Andaluzji, w Hiszpanii. 
System składa się z jednej linii. Prace budowlane nad nową linią tramwajową rozpoczęły się w 2003, zaś otwarcie miało miejsce 10 października 2006.
4 czerwca 2012 nastąpiło zawieszenie komunikacji tramwajowej i zastąpienie jej linią autobusową.
Negocjacje między radą miejską a władzami Andaluzji w sprawie ponownego otwarcia sieci rozpoczęły się w 2015 r., natomiast w 2022 r. władze miasta przeznaczyły środki na reaktywację komunikacji tramwajowej, podczas gdy rząd Hiszpanii zatwierdził finansowanie w następnym roku.

## Tabor
Linię tramwajową obsługują pojazdy niskopodłogowe, w wyniku czego całkowicie wyeliminowano bariery w podróży dla osób niepełnosprawnych. Tramwaje są całkowicie klimatyzowane. Każdy z pojazdów posiada dwa typy hamulców: hamulec elektryczny oraz hamulec hydrauliczny na wszystkie wózki. Tramwaje osiągają prędkość ok. 70 km/h.

### Parametry techniczne
- Całkowita długość pojazdu – 31,2 m
- Szerokość pojazdu – 2,7 m
- Rozstaw toru – 1435 mm
- Średnica kół – 590 mm
- Odległość między wózkami – 11 m

Każdy z tramwajów może jednorazowo zabrać 280 pasażerów, w tym 54 na miejscach siedzących.

## Trasa
Na trasie linii znajduje się 12 przystanków:
- Paseo Larios
- Pueblo Rocío
- Azucarera
- Hospital comarca
- El Ingenio
- La Pañoleta
- La Mata Real Bajo
- Barrio de la Legión
- Parque Jurado Lorca
- Avenida de las Naciones (w budowie)
- Parque María Zambrano (w budowie)
- Explanada de la Estación (w budowie)